# Macaracas (huyện)
Huyện Macaracas là một huyện (distrito) thuộc tỉnh Los Santos ở Panama. Theo điều tra dân số năm 2000, huyện này có dân số 9137 người. Huyện Macaracas có diện tích 504 km². Huyện lỵ đóng tại Macaracas.